# Vladimer Tjanturia
Vladimer Tjanturia, född 1 juli 1978, är en georgisk boxare som tog OS-brons i tungviktsboxning 2000 i Sydney. 2006 blev Tjanturia proffsboxare och vann sina 9 första matcher mot landsmän.